# Anthophora centriformis
Anthophora centriformis är en biart som beskrevs av Cresson 1879. Anthophora centriformis ingår i släktet pälsbin, och familjen långtungebin. Inga underarter finns listade i Catalogue of Life.